# Expédition espagnole de Tlemcen (1535)
Conflits algéro-hispaniques
L’expédition espagnole de Tlemcen fut une campagne infructueuse menée par l'Empire espagnol en 1535 dans le but d'installer un prince vassal de la dynastie Zianide sur le trône de Tlemcen.

## Expédition
Les Espagnols, ayant pour objectif d'établir leur domination en Afrique du Nord, avaient subi des revers face aux musulmans. En 1534, le comte d'Alcaudete fut nommé gouverneur d'Oran. Cherchant l'approbation de l'Espagne pour expier sa défection et traiter avec les tribus algériennes, il se rendit auprès de la tribu des Béni Amer, dont le chef, Abdulrahman bin Ridwan, préparait une campagne pour détrôner le sultan zianide Muhammad et le remplacer par son frère cadet, Abdullah. Bin Ridwan sollicita l'aide des Espagnols et accepta de devenir leur tributaire.
Voyant une opportunité d'établir l'autorité espagnole, le comte accepta de le soutenir et envoya une force de 600 hommes. Après un succès initial, de nombreuses tribus déclarèrent leur loyauté aux Espagnols. L'expédition espagnole faillit réussir ; cependant, sur le chemin du retour, les troupes espagnoles furent stationnées à la forteresse de Tibda, où elles furent attaquées par le chef des Béni Rached et le vizir du sultan, Mansur bin Ghani. Les troupes espagnoles furent prises au piège et la majorité d'entre elles furent tuées. Seuls 70 prisonniers survécurent,,.